# Буран 1.02
Изделие 1.02, Буран 1.02 (серийный номер 2К 11Ф35) — второй лётный экземпляр первой серии орбитального корабля «Буран», созданный в рамках советской космической программы «Энергия-Буран». 

## История
Буран 1.02 был практически подготовлен к космическому полёту в 1992 году. Должен был совершить второй полёт в автоматическом режиме со стыковкой с пилотируемой станцией «Мир», с посещением экипажа на орбите и последующей автоматической посадкой на аэродром Юбилейный. Для корабля предназначалось название «Буря», в зарубежной литературе носил также наименование «Птичка». Полёт не был осуществлён по причине недостаточного финансирования и закрытия программы Многоразовой транспортно-космической системы в 1993 году, когда степень готовности изделия оценивалось в 95-97 %.
В отличие от уничтоженного в 2002 году при обрушении кровли ангара «Бурана», второй корабль не пострадал, так как хранился в особо прочном здании, специально рассчитанном на то, чтобы выдержать сильный взрыв — помещении монтажно-заправочного корпуса (площадка 112А), где многоразовые космические корабли должны были заправляться горючим, сжиженными газами и прочими взрывоопасными веществами перед полётом.
В апреле 2007 года в экспозиции музея космодрома Байконур (площадка № 2) установлен массово-габаритный макет изделия ОК-МЛ1.
Несмотря на то, что свободный доступ к «Буре» запрещён, в 2015 году российский блогер Ralph Mirebs пробрался на площадку 112А (монтажно-заправочный корпус) и сделал множество снимков хранящихся там челнока «Буря» и его массогабаритного макета. Из этих снимков впервые за 25 лет общественности стала известна судьба уцелевшего челнока. Из фото было видно, что орбитальный корабль и его габаритный макет находились не в лучшем состоянии, часть внутреннего оборудования или не была установлена, или частично разграблена за последующие годы, снаружи оба изделия покрылись толстым слоем пыли и помёта птиц, теплозащитная плитка местами осыпалась, смотровые стекла кабины «Бури» были разбиты.
В 2021 году орбитальный корабль подвергся вандализму. Так на площадку проникли художники из Санкт-Петербурга и разрисовали орбитальный корабль. Среди прочего была нанесена цитата научного фантаста Клиффорда Саймака: «Прежде чем лезть к звездам, человеку нужно научиться жить на Земле». После этого ангар взяли под круглосуточную охрану, а надписи закрасили.

## Владельцы
В 1997 году Казахстан и Россия создали инновационное совместное предприятие «Аэлита». Учредителем со стороны России было ОАО РКК «Энергия», со стороны Казахстана — РГП «Инфракос». Доля каждого в уставном капитале составляла 50%. На баланс предприятия было внесено 14 боковых блоков «А» ракеты-носителя «Энергия» (на тот момент, это имущество оценивалось в 14,8 млрд тенге) а так же комплекс зданий и сооружений в городе Байконур, изделие 11Ф35 (данный «Буран» 1.02) и макет изделия 11Ф35.
Количество акций «Аэлиты», которыми владели РКК «Энергия» и «Инфракос», все время менялось. В 2002 году доля «Инфракос» сократилась до 20% а в 2004 году доля «Энергии» составила 80,49%. В 2005 году сократилась до 70,71% акций, а к 2008-му – до 62,26%. Часть акций совет директоров «Аэлиты» передал директорам РКК «Байконур» Коваленко Н. В. и Ширину В. И. в счёт долга по зарплате. В 2011 году РКК «Энергия» владела 99 акциями (49,5%) КРИСП «Аэлита», которое в 2013-м было переименовано в РКК «Байконур».
В дальнейшем корпорация «Энергия» сочла свою долю в РКК «Байконур» непрофильным активом, и в июне 2014 года совет директоров разрешил продать эти 99 акций (49,5%) АО «РКК «Байконур» по цене не ниже рыночной стоимости. В годовом отчете за 2014 год «Энергия» сообщила, что пакет акций продан по рыночной цене, денежные средства от продажи доли поступили. «Энергия» даже приводит номер договора купли-продажи – № 80/127-14 от 21.08.2014, но ни в каких своих документах сумму сделки не указывает. Сумма стала известна в судебном процессе только в 2020 году, доля «Энергии» 49,5% в АО «РКК «Байконур» была продана за 89 100 рублей (449,1 тыс. тенге) казахстанскому предпринимателю Даурену Мусе. Так же Муса ранее приобрёл акции Коваленко и Ширина. В результате Даурен Муса стал обладателем 80% доли РКК «Байконур», которому в том числе принадлежит орбитальный корабль «Буран». Оставшиеся 20% сохранилось в собственности государственной компании Казахстана «Инфракос».
В 2019 году Комитет государственного имущества и приватизации Министерства финансов подал иск в суд о ликвидации АО «РКК «Байконур» и возврате имущества общества, в том числе «Бурана», в госсобственность. В Комитете считают, что акции в частные руки попали незаконно, с нарушением действовавшего на тот момент положения о порядке регистрации и перерегистрации выпуска акций, по которому акции первого выпуска могли размещаться только среди учредителей.
В 2020 году корабль «Буран», принадлежащий АО «РКК «Байконур», оценивают в 1 352 112 тенге, а макет «Бурана» — в 1 293 100 тенге.
В 2020 году глава «Роскосмоса» Дмитрий Рогозин сообщил о неудачной попытке выкупить «Буран». Генеральный директор РКК «Байконур» Даурен Муса отказался от продажи, заявив, что «Мы затратили много ресурсов, чтобы наше космическое предприятие и эти ракеты остались целыми. Это наша общая история».